# Ephistemus reitteri
Ephistemus reitteri är en skalbaggsart som beskrevs av Thomas Casey 1900. Ephistemus reitteri ingår i släktet Ephistemus, och familjen fuktbaggar. Arten är reproducerande i Sverige.